# Zuikaku
Zuikaku var ett hangarfartyg i den kejserliga japanska flottan. Fartyget mätte 257,5 meter och hade plats för 84 flygplan ombord. Hon deltog i det attacken mot Pearl Harbor, flera viktiga sjöslag under Stillahavskriget och sänktes av amerikanskt flyg under slaget vid Leytebukten.